# يان إينابا
يان إينابا (بالإنجليزية: Ian Inaba)‏ هو صحفي أمريكي، ولد في 1971.